# 小沢健二作品集「我ら、時」
『小沢健二作品集「我ら、時」』（おざわけんじさくひんしゅう われら、とき）は、小沢健二が2012年3月21日に発売した、ライブ・アルバムCDや過去の連載をまとめた新刊本などを収めた作品集。制作は、ドアノック・ミュージック、販売はパルコ。一般流通では書籍として扱われている。

## 概要
当初はライブ「東京の街が奏でる 小沢健二コンサート 二零一二年 三月四月」の会場や「我ら、時」展覧会、またはパルコシティのオンラインショップなどでしか購入できなかったが、2012年8月31日に特典として冊子（Believe/文学のテクノロジー）を付属して一般発売。
さらに2014年3月19日には、本作のうちライブCD3枚組を単体の商品“我ら、時 通常版”（単に“我ら、時”との表記もある）として再発売。こちらは単体のCDリリースとして実に8年ぶりの発売となる。再発売のCDジャケットは小沢本人と妻のエリザベス・コールが手掛けている。オリコン週間チャートでは初登場で20位を記録。シングル・アルバムを通じてTOP20入りを記録したのは、2002年に発売の4枚目のアルバム『Eclectic』が同年3月11日付で7位を記録して以来、12年1か月ぶりとなった。

## 収録内容

### 2010年「ひふみよ」ライブCD3枚組
自身初となるライブ・アルバム。2010年5月18日から6月25日まで行われた「ひふみよ 小沢健二 コンサートツアー 二零一零年 五月六月」のライブ音源を収録。新曲3曲を含む全31曲収録。
- 全作詞・作曲・編曲:小沢健二（特記以外）、ホーン・セクション・アレンジ:北原雅彦, GAMOU（現:GAMO）, NARGO & 小沢健二（特記以外）

| #         | タイトル                           | 作詞  | 作曲・編曲 | 時間 |
| --------- | ---------------------------------- | ----- | ---------- | ---- |
| 1.        | 「流星ビバップ（一）」             |       |            | 2:53 |
| 2.        | 「闇」                             |       |            | 4:45 |
| 3.        | 「流星ビバップ（二）」             |       |            | 2:20 |
| 4.        | 「ぼくらが旅に出る理由」           |       |            | 6:56 |
| 5.        | 「想像力」                         |       |            | 8:58 |
| 6.        | 「天使たちのシーン」               |       |            | 9:55 |
| 7.        | 「いちごが染まる」                 |       |            | 4:59 |
| 8.        | 「ローラースケート・パーク（一）」 |       |            | 1:40 |
| 9.        | 「東京恋愛専科」                   |       |            | 5:21 |
| 10.       | 「ローラースケート・パーク（二）」 |       |            | 2:46 |
| 合計時間: | 合計時間:                          | 50:33 |            |      |

| #         | タイトル                                                                    | 作詞  | 作曲・編曲 | 時間 |
| --------- | --------------------------------------------------------------------------- | ----- | ---------- | ---- |
| 1.        | 「歌は同じ」                                                                |       |            | 6:03 |
| 2.        | 「カローラ2にのって」(作詞:佐藤雅彦, 内野真澄 & 松平敦子 作曲:内野真澄)     |       |            | 1:58 |
| 3.        | 「痛快ウキウキ通り」                                                        |       |            | 3:38 |
| 4.        | 「天気読み」                                                                |       |            | 4:27 |
| 5.        | 「戦場のボーイズ・ライフ」                                                  |       |            | 3:22 |
| 6.        | 「強い気持ち・強い愛」(作曲:筒美京平 ホーン・セクション・アレンジ:服部隆之) |       |            | 5:30 |
| 7.        | 「今夜はブギー・バック」(作詞・作曲:小沢健二、光嶋誠、松本洋介 & 松本真介)  |       |            | 8:22 |
| 8.        | 「自転車」                                                                  |       |            | 9:03 |
| 9.        | 「夢が夢なら」(ホーン・セクション・アレンジ:服部隆之)                       |       |            | 5:00 |
| 10.       | 「麝香」                                                                    |       |            | 4:11 |
| 合計時間: | 合計時間:                                                                   | 51:34 |            |      |

| #         | タイトル                           | 作詞  | 作曲・編曲 | 時間 |
| --------- | ---------------------------------- | ----- | ---------- | ---- |
| 1.        | 「笑い」                           |       |            | 5:41 |
| 2.        | 「シッカショ節」                   |       |            | 4:35 |
| 3.        | 「さよならなんて云えないよ（一）」 |       |            | 4:00 |
| 4.        | 「さよならなんて云えないよ（二）」 |       |            | 4:09 |
| 5.        | 「ドアをノックするのは誰だ?」      |       |            | 5:53 |
| 6.        | 「ある光」                         |       |            | 0:44 |
| 7.        | 「時間軸を曲げて」                 |       |            | 5:36 |
| 8.        | 「ラブリー」                       |       |            | 8:02 |
| 9.        | 「流星ビバップ（三）」             |       |            | 2:12 |
| 10.       | 「いちょう並木のセレナーデ」       |       |            | 6:02 |
| 11.       | 「愛し愛されて生きるのさ」         |       |            | 8:28 |
| 合計時間: | 合計時間:                          | 55:22 |            |      |

### ドゥワッチャライク　1994-1997
- マガジンハウス刊「オリーブ」にて、1994年から1997年まで（283号から358号まで）連載されていた『ドゥワッチャライク』（doowutchalike）計75回から厳選された34回分を収録。本文和紙製。

### うさぎ! 2010-2011
- 小澤昔ばなし研究所発行「子どもと昔話」にて連載されている『うさぎ!』（USAGI!）から、当時の最新6話分を収録。本文和紙製。

### その他
書籍とCD以外に以下のものが同梱されている。
- 彫り模様入り白蝶貝ボタン12個セット
  - 彫り模様は「東京の街が奏でる」をテーマにデザインされたもの。
- 絵巻物1巻
  - 公式サイト「hihumiyo.net」のデザインを絵巻物にしたもの。和紙製。
- 写真/歌詞カード27枚
- 写真立て7脚
  - 小沢が夢で見たデザインをモチーフにしたもの。

## Believe/文学のテクノロジー
- 一般発売特典として付属した小冊子。『文学のテクノロジー』は2012年春に行われた「東京の街が奏でる」の第一夜と第二夜に、『Believe』は毎夜読まれたモノローグである。
- この冊子は期間限定ではあったが、一般発売前に購入した人も札幌・仙台・福岡のパルコ各店と、渋谷・名古屋・大阪のCLUB QUATTROにてもらうことができた。先行発売分に梱包されている「絵巻物」を持参することで、冊子と交換という措置がとられた。[7]
- 上記の「収録内容」のものと共にボックスの中に同梱されているわけではなく、この冊子と未開封のボックスが段ボール製の輸送用ケースの中に入っている状態で届く。
- 収録順序はタイトルとは逆で、文学のテクノロジー→Believeの順に掲載されている。